# Sitio de Breda (1577)
El primer sitio de Breda tuvo lugar entre agosto y el 4 de octubre de 1577, por parte de las tropas de Guillermo de Orange, durante el transcurso de la guerra de los ochenta años, debido a que el control de la ciudad de Breda, en los Países Bajos, debía ser transferido de los tercios a los Estados Generales, en virtud de los acuerdos firmados en la Pacificación de Gante y el Edicto perpetuo de ese mismo año. Sin embargo los tercios alemanes al servicio del rey de España se negaron a entregar la ciudad sin una compensación económica, tras la salida de Breda de las tropas españolas.
Tras cinco meses de conversaciones diplomáticas infructuosas y dos meses más de asedio los soldados de la guarnición alemana, desobedeciendo a su mando, rindieron la ciudad a cambio del pago del dinero acordado con los neerlandeses. 

## Contexto
Hacia 1566 - 68, las provincias del norte de los Países Bajos, hasta entonces bajo dominio español, iniciaron una lucha contra España (la guerra de los ochenta años o guerra de Flandes), motivada por la presión fiscal y por las intransigencias religiosas españolas hacia el protestantismo mayoritario en el norte de los Países Bajos.
En febrero de 1577 Juan de Austria, gobernador de los Países Bajos en nombre del rey Felipe II de España, firmó un acuerdo con los Estados Generales de los Países Bajos, el llamado Edicto Perpetuo, en el que se confirmaba la aceptación de lo establecido en el Pacificación de Gante, que incluía la retirada de los tercios de los territorios holandeses.

### Breda
La ciudad de Breda, en el Ducado de Brabante, había sido desde 1403 propiedad de la casa de Nassau, y hasta el comienzo de la guerra, de Guillermo de Orange, que ostentaba el título de barón de Breda.  Éste esperaba que ante la inminente salida de las tropas españolas la ciudad volviera a sus manos, pero como quiera que Guillermo se había negado a aceptar el Edicto Perpetuo, no podía reclamarla oficialmente.
Entre los días 16 y 18 de marzo de 1577 los tercios españoles que formaban la guarnición de Breda abandonaron la ciudad en dirección a Maastricht;  cuatro días después, el gobernador español de Breda Francisco Verdugo, nombrado por Jerónimo de la Roda, transfirió el mando de la plaza a una guarnición de mercenarios alemanes al servicio del rey de España, bajo el mando del coronel Fronsberg.  Este acto, contrario a la Pacificación de Gante, que obligaba a la entrega de la ciudad a los Estados Generales, provocó las protestas de estos.
Los soldados alemanes se negaron a abandonar la plaza alegando que según los acuerdos del Edicto Perpetuo tenían derecho a ocuparla hasta que los Estados Generales hubieran satisfecho totalmente el pago de los salarios de los tercios alemanes.  Al mismo tiempo que esto ocurría en Breda, otras ciudades se encontraban en la misma situación: Steenbergen (capturada el 14 de agosto), Bergen op Zoom (tomada el 13 de septiembre), Utrecht (rendida el 11 de febrero de 1577), Amberes (capitula el 2 de agosto de 1577), Deventer (conquistada el 19 de noviembre de 1578) o Roermond, estaban también ocupadas por los soldados alemanes de los tercios españoles.

## Conversaciones
Se iniciaron conversaciones diplomáticas intentando encontrar una salida pacífica al conflicto;  el consejo de estado holandés propuso a Philippe van der Meeren, señor de Saventhem, como gobernador de Breda, leal al rey de España y nativo del país, cosa que no fue del agrado de Guillermo de Orange;  el 22 de mayo los Estados Generales ofrecieron a los soldados alemanes dos meses de paga en moneda y un mes más en paños a cambio de que desalojaran la ciudad.
Juan de Austria, como gobernador general de los Países Bajos, intermedió en las conversaciones entre ambas partes, fingiendo buscar una solución, cuando en realidad estaba dando largas a los holandeses, partidario de la permanencia de los tercios en Breda. Mientras tanto, la manutención de los soldados alemanes corría por cuenta de la ciudadanía de Breda, lo que provocaba situaciones tensas entre los soldados y los ciudadanos. 

## Asedio
A mediados de agosto, cuando se hizo patente que las negociaciones entre los soldados alemanes y los Estados Generales no llegarían a término, Guillermo de Orange envió a las tropas bajo el mando del conde de Champaigne a sitiar la ciudad.
Los soldados alemanes, atraídos por la promesa de la paga, dirigidos por Hans Jacob von Castell, teniente coronel de la guarnición, apresaron a su coronel Fronsberg y entregaron la plaza a los holandeses.

## Rendición
El 4 de octubre de 1577, habiéndose acordado el pago de cuatro meses de soldada, uno de ellos en paños, los soldados alemanes abandonaron la ciudad, que fue inmediatamente ocupada por las fuerzas de Hohenlohe, en nombre de Guillermo de Orange.
Los neerlandeses intentaron ocupar la ciudad de Roermond, iniciando un asedio el 8 de octubre, pero tuvieron que levantarlo el 4 de enero de 1578, manteniendo los españoles la ciudad.
La ciudad permanecería bajo control holandés hasta el 27 de julio de 1581, cuando los tercios españoles de Claude de Berlaymont la ocuparían nuevamente.